# Roger Flanders

Zawodnik Oklahoma State Cowboys

Roger Lee Flanders (ur. 3 lutego 1901 w Lancaster, zm. 8 lipca 1965 w Oklahoma City) – amerykański zapaśnik walczący w stylu wolnym. Olimpijczyk z Paryża 1924, gdzie zajął ósme miejsce w wadze ciężkiej.
Zawodnik Oklahoma State University. Mistrz Amateur Athletic Union w 1924 i 1927 roku.

## Letnie Igrzyska Olimpijskie 1924
| Konkurencja       | Rundy eliminacyjne    | Klas. końcowa |
| Konkurencja       | Ćwierćfinał           | Miejsce       |
| ----------------- | --------------------- | ------------- |
| +87 kg styl wolny | Ernst Nilsson (SWE) P | 8.            |